# Казахские административно-территориальные образования
Казахские административно-территориальные образования — административно-территориальные образования в КНР со статусом автономии или национальной территориальной единицы, расположенные в местах компактного проживания казахов.

## в СССР

### Национальные районы
| Название     | Центр       | Годы существования | Местонахождение      |
| ------------ | ----------- | ------------------ | -------------------- |
| Буртинский   | Беляевка    | Упоминается в 1934 | Оренбургская область |
| Володарский  | Володарский | 1931—              | Астраханская область |
| Домбаровский | Домбаровка  | Упоминается в 1934 | Оренбургская область |
| Тамдынский   | Тамды-Булак | Упоминается в 1934 | Каракалпакия         |

## Окружной уровень
- Синьцзян-Уйгурский автономный район
  - Или-Казахский автономный округ

## Уездный уровень
- 1. Синьцзян-Уйгурский автономный район
  - 1) Баркёль-Казахский автономный уезд
  - 2) Моры-Казахский автономный уезд
- 2. Ганьсу
  - 3) Аксай-Казахский автономный уезд

## Волостной уровень

### Синьцзян-Уйгурский автономный район

#### 1. округХами
- 1) городской уезд Кумул
  - (1) Дэвайли-Дужукэ-Казахская национальная волость (кит. 德外都如克哈萨克族乡, Déwàidōurúkè Hāsàkèzú xiāng, уйг. دەۋەلدۈرۈك قازاق يېزىسى‎, دەبەلدىرىك قازاق اۋىلى)
  - (2) Улатай-Казахская национальная волость (кит. 乌拉台哈萨克族乡, Wūlātái Hāsàkèzú xiāng, уйг. ئۇلاتاي قازاق يېزىسى‎, ۇلاتاي قازاق اۋىلى)
- 2) уезд Аратюрюк
  - (3) Цяньшань-Казахская национальная волость (кит. 前山哈萨克族乡, Qiánshān Hāsàkèzú xiāng, уйг. نىرىنكىر قازاق يېزىسى‎, نارىنكىر قازاق اۋىلى)

#### 2.Чанцзи-Хуэйский автономный округ
- 1) городской уезд Фукан
  - (4) Акколь-Казахская национальная волость (кит. 上户沟哈萨克族乡, Shànghùgōu Hāsàkèzú xiāng, уйг. ئاققول قازاق يېزىسى‎, اققول قازاق اۋىلى)
  - (5) Саньгунхэ-Казахская национальная волость (кит. 三工河哈萨克族乡, Sāngōnghé Hāsàkèzú xiāng, уйг. سەنگۇڭ قازاق يېزىسى‎, سانگۇڭحى قازاق اۋىلى)
- 2) городской уезд Чанцзи
  - (6) Ашилы-Казахская национальная волость (кит. 阿什里哈萨克族乡, Āshílǐ Hāsàkèzú xiāng, уйг. ئاشىلى قازاق يېزىسى‎, اشىلى قازاق اۋىلى)
- 3) уезд Манас
  - (7) Тасыркай-Казахская национальная волость (кит. 塔西河哈萨克族乡, Tǎxīhé Hāsàkèzú xiāng, уйг. تاسىرقاي قازاق يېزىسى‎, تاسىرقاي قازاق اۋىلى)
  - (8) Ханькацзытань-Казахская национальная волость (кит. 旱卡子滩哈萨克族乡, Hànkǎzǐtān Hāsàkèzú xiāng)
  - (9) Циншуйхэ-Казахская национальная волость (кит. 清水河哈萨克族乡, Qīngshuǐhé Hāsàkèzú xiāng, уйг. چىندىخوزا قازاق يېزىسى‎, شىندىققوزى قازاق اۋىلى)
- 4) уезд Хутуби
  - (10) Даньтицзы-Казахская национальная волость
  - (11) Душаньцзы-Казахская национальная волость (кит. 独山子哈萨克族乡, Dúshānzǐ Hāsàkèzú xiāng)
- 5) уезд Цитай
  - (12) Умачан-Казахская национальная волость (кит. 五马场哈萨克族乡, Wǔmǎchǎng Hāsàkèzú xiāng, уйг. ۋۇماچاڭ قازاق يېزىسى‎)
  - (13) Чорин-Казахская национальная волость (кит. 乔仁哈萨克族乡, Qiáorén Hāsàkèzú xiāng, уйг. چورىن قازاق يېزىسى‎)